# El Cacao (Veraguas)
El Cacao es un corregimiento del distrito de Mariato en la provincia de Veraguas, República de Panamá. La localidad tiene 529 habitantes (2010). Se encuentra en la parte sur occidental de la península de Azuero.

## Contexto biogeográfico
El Cacao se encuentra ubicado de acuerdo al Ecuador Geográfico, entre los paralelos 7°12′14″ y 7°21′42″ de latitud norte, encontrándose en las bajas latitudes del hemisferio norte, dentro de la zona intertropical.
El Cacao, con relación al meridiano de Greenwich, se encuentra entre los 80°36′47 y los 80°56′26″ de longitud occidental dentro del continente americano. 
2.2. Límites del Corregimiento
•	Al norte con el corregimiento de Arenas
Desde el Río Pedregal en los límites de la provincia de Los Santos con longitud de 80°36′54″ y latitud de 7°16′58″; de allí en línea recta hacia el nacimiento del Río Playita con longitud 80°45′41″ y latitud 7°16′58″ continua por la ribera sur o cauce del río Playita, hasta su desembocadura en el Golfo de Montijo con longitud 80°53′42″ y latitud de 7°21′6″.
•	Al este con la provincia de Los Santos
Desde la desembocadura del Río Punta Blanca, con Longitud 80°37′4″ y latitud 7°13′45″, continúa por la ribera este del río Punta Blanca hasta su nacimiento, con longitud 80°40′30″ y latitud 7°17′15″, continúa en línea recta hasta la cima del cerro Hoya con longitud de 80°40′52″ y latitud 7°19′1″.
•	Al sur y al oeste con el Océano Pacífico
A lo largo de toda la costa entre las desembocaduras del río Punta Blanca en sureste con longitud 80°37′4″ y latitud 7°13′45″ y la desembocadura del río Playita al oeste con longitud 80°53′42″ y latitud 7°21′6″.
El corregimiento El Cacao tiene una superficie de 410.69 km² o sea 41,069 hectáreas. El corregimiento El Cacao es uno de los más extensos del distrito de Mariato ocupando el 29.66% de su superficie, la cual asciende a 1,384.60 km² unas 138,600 hectáreas. En cuanto a la forma el corregimiento este se presenta un tanto alargada en dirección este-oeste.

## Lugares de interés
Pose en su territorio el parque nacional Cerro Hoya es el único reducto boscoso de la Península de Azuero que posee bosques primarios y especies endémicas como el perico carato, el gallinazo rey, la guacamaya bandera y roja, jaguares, pumas, jabalíes, conejos pintados, águilas crestadas, etc.

## Orografía
Este corregimiento presenta un relieve muy variado, donde existen zonas muy planas en los valles, que han sido esculpidos por los ríos hasta la altas montañas que encontramos en el macizo del Cerro Hoya. Como es de notar estas diferencias de alturas tan drásticas que se dan en este corregimiento inciden directamente en las zonas de vida ya sea vegetación o fauna, que podemos encontrar en la región 
Según esta clasificación el corregimiento El Cacao presenta los siguientes tipos de relieve:
Tierras bajas: son aquellas que tienen menos de 200 m s. n. m. El corregimiento El Cacao presenta 152,5 km² de tierras bajas o sea el 37.1% del total. Principalmente localizadas a orillas del mar y en los valles de los ríos, estos valles se caracterizan por ser estrechos y de gran fertilidad. Hacia el noroeste se encuentran las mayores extensiones de tierras bajas, todas estas de origen sedimentario, y de aluviones recientes.
Tierras altas: También conocidas como Acrocoros, Highland o Hochland, y tienen alturas por encima de los 200 m s. n. m. Estas tierras se clasifican en: 
Colinas: De 200 a 650 m s. n. m. En el corregimiento El Cacao tenemos gran cantidad de tierras que ocupan esta categoría. Cubren una superficie de 209.5 km² es decir un 51% del total del corregimiento. Gran parte de estas tierras son utilizadas para a la ganadería, y otras están cubiertas por extensos bosques.
Montañas bajas: De 650 a 1,300 m s. n. m. Estas montañas cubren un área de 46.6 km², un 11.3%  del total del corregimiento.
Montañas medias: De 1,300 a 1,559 m s. n. m. en el caso de este corregimiento. En el corregimiento también hay de este tipo de montañas y cubren un área de 2.1 km² un 0.5% del total del territorio del corregimiento.
A continuación mencionaremos las tres mayores alturas del corregimiento, que aunque presentan nombres parecidos no deben confundirse: Cerro Hoya 1,559 m s. n. m., Cerro s/n 1,534 m s. n. m., Cerro Olla 1,478 m s. n. m., Cerro s/n 1,209 m s. n. m.

## Hidrografía
A continuación la presentaremos en los principales ríos y quebradas del corregimiento:
•	Cuenca del Río Varadero:
Localizada en la parte central del corregimiento, tiene un área de 78.2 km² y constituye la mayor red hidrográfica del corregimiento y la cuarta del distrito de Mariato después de las subcuencas de los ríos Quebro, Negro y Pavo. Está constituida por los siguientes ríos y quebradas.
- Río Varadero: nace a 950 m s. n. m., es el río más caudaloso del corregimiento, tiene una longitud de 18,7 km
- Río Varaderito: nace a 450 m s. n. m., es el principal afluente del río Varadero, tiene una longitud de 4,7 km y una subcuenca de 8.5 km²

Otros afluentes de esta cuenca son Quebrada Los Ranchitos con 4.1 km, Quebrada Cabimales con 3,8 km, Quebrada el Infiernillo con 2,8 km, además de otras quebradas como La Pavosa con 1,8 km, Conejosa con 1,5 km, El Cacaito con 1,1 km de longitud
*Cuenca del Río Playita:
tiene una cuenca de 63,6 km², de los que 34.8 están en el corregimiento de El Cacao. Es la quinta cuenca más extensa del distrito de Mariato, y está constituida por los siguientes afluentes: 
Río Playita: Nace a 1,150 m s. n. m., es el río más largo del corregimiento, hace en toda su extensión límite entre los corregimiento del Cacao y Arenas. Tiene una extensión de 27.1 km de largo.
Cuenta con los siguientes afluentes en el corregimiento El Cacao: Quebrada Cogollales con 1.8 km, Quebrada El Potrero con 3.8 km, y Quebrada El Tigre con 2.1 km. Pero el mayor afluente del Río Payita es el Río Grande el cual nace y drena en el corregimiento de Arenas.
- Cuenca del Río Sierra:

Esta cuenca se origina en Arenas para luego internarse en El Cacao tiene un área total de 31.3 km², de los que 24.1 están en El Cacao. Está formada por:
Río Sierra: Nace a 1,150 m s. n. m. y luego de 2.5 km de recorrido entra en el corregimiento de El Cacao, tiene una extensión total de 14.7 km de los cuales 12.2 km están en El Cacao.
Quebrada Teo: Nace a 675 m s. n. m. y tiene una extensión de 3.1 km de largo.
*Cuenca del Río Punta Blanca:
Esta cuenca es compartida con la provincia de Los Santos y tiene un área total de 35.7 km², de los que 26.3 están en El Cacao. Cuenta con los siguientes afluentes:
Río Punta Blanca n.º 1: nace a 1350 m s. n. m. hace el límite entre las Provincias de Los Santos y Veraguas, tiene una longitud de 14.9 km. Está formada por: 
Río Punta Blanca n.º 2: nace a 1300 m s. n. m. es el principal afluente del Río Punata Blanca n.º 1, tiene una longitud de 8.3 km
*Cuenca del Río Piro:
Cuenta con un área de 24.4 km². El principal afluente de esta cuenca es el Río Piro, que nace a 1000 m s. n. m. y tiene una extensión de 9.2 km
- Cuenca del Río Ventana:

Esta cuenca tiene un área de 22.3 km², entre sus afluentes tenemos: 
- Río Ventana: Nace a 750 m s. n. m. tiene una extensión de 9.7 km

Otros afluentes de esta cuenca son: Quebrada Cogollosa 2.1 km², Quebrada Mela de 2.8 km² y Quebrada Primitiva de 0.8 km
*Cuenca del Río Portobelo:
Esta cuenca tiene un área de 20.7 km², entre sus afluentes más importantes tenemos: 
Río Portobelo: nace a 1.100 m s. n. m., y una extensión de 11,9 km
Otros afluentes importantes son: el Río Progreso con 1,7 km de largo
*Cuenca del Río Cobachon:
Cuenta un área de 17,2 km², su principal afluente es Río Cobachon con 12.1 km de largo, el cual nace a 1,150 m s. n. m.
*Cuenca del Río Colorado:
Cuenta con un área de 13.2 km², su principal afluente es el Río Colorado con una longitud de 6.9 km, el cual nace 490 m s. n. m.
*Cuenca del Río Granada:
Cuenta con un área de 10.9 km², su principal afluente es el Río Granada con una longitud de 8.7 km, el cual nace a 850 m s. n. m.
*Cuenca del Río Cacao:
Cuenta con un área de 9.1 km², su principal afluente es el Río Cacao con una longitud de 5.1 km, además de otros afluentes como la Quebrada el Puerto con 3.2 km, Quebrada el Cacao con 1.8 km de largo, el Río Cacao nace a 100 m s. n. m.
- Cuenca del Río Restingue: Tiene una superficie de 6.9 km² su principal afluente es el Río Restingue con una longitud de 6.8 km, este río nace a 150 m s. n. m.

'*Cuenca del Río Frijoles:''Tiene una superficie de 5.1 km², su principal afluente es el Río Coco Solo con una extensión de 6.5 km, este río nace a 900 msnm.
- 'Cuenca del Río Lajas:Tiene 3,6 km², su principal afluente es el Río Lajas con una extensión de 3,5 km, este río nace a 360 metros sobre el nivel del mar

En el corregimiento de El Cacao existen algunas quebradas, que no pertenecen a las principales cuencas de la región. A continuación les presentaremos las más importantes.: Quebrada Tembladera, con 1,8 km de largo, Quebrada la Pita con 1,1 km de largo, Quebrada la Puerca, con 2,1 km de largo, Quebrada Coloradito: 3,1 km de largo, Quebrada Restingue: 1,3 km de largo. La red total de cuencas hidrográficas es de aproximadamente de 296,8 km² o sea el 72,3% de la superficie total del corregimiento y con una longitud total de 204.6 km, que hacen 0,5 km fluviales por km².
'

## Playas
Tiene playas de gran belleza como la Playita, Pachotal, Varadero, Restinge, El Gato etc.
En el litoral de este corregimiento podemos encontrar numerosas cuevas naturales, en la región que comprende desde Punta Mariato a Punta Blanca. En Ventana podemos encontrar la famosa Ventana la cual es una interesante formación rocosa a orillas del mar de singular belleza.

## Economía local
Este corregimiento es un gran productor de arroz más de 120.000 quintales al año y ganado bovino teniendo una cabaña de 9,500 cabezas.La base de su economía se concentra en la agricultura y la ganadería.